# George Nozuka
Pour les articles homonymes, voir Nozuka.
George Nozuka, est un chanteur américano-canadien, né le 28 avril 1986 à New York d'une mère américaine, Holly (sœur de l'actrice Kyra Sedgwick,) et d'un père japonais.
George est un chanteur nord américain de R'n'b/pop. Il commence dans la musique en faisant partie de petits groupes sans réussir à percer avant de rencontrer CJ Huyer and Howie Dorough (membre des Backstreet Boys). Ces derniers vont croire en lui et lui permettre de lancer sa carrière en créant un label "HC Entertainment Group" dont George sera leur premier artiste.
Ensemble ils vont travailler sur son premier album "Believe" sorti en 2006 dont George a coécrit les paroles et la musique. Le premier single intitulé "Talk to Me" propulse sa carrière suivi d'un second single "Lie to Me".
George est aussi le frère du jeune chanteur folk soul Justin Nozuka.

## Discographie
- 2007 : Believe
- 2012 : Love Me
- 2013 : Beautiful
- 2013 : Alone

## Singles
- 2006 : Talk to Me
- 2007 : Lie to Me
- 2007 : Last Time
- 2013 : Don't Go
- 2013 : I'm Reaching Out